# Saint-Saturnin (Cantal)
Saint-Saturnin település Franciaországban, Cantal megyében. Lakosainak száma 191 fő (2022. január 1.). Saint-Saturnin Cheylade, Dienne, Landeyrat, Lugarde, Marchastel, Saint-Bonnet-de-Condat, Ségur-les-Villas és Vernols községekkel határos.

## Népesség
A település népessége az elmúlt években az alábbi módon változott:
| Lakosok száma | 621  | 427  | 320  | 229  | 209  | 207  | 205  | 203  | 202  | 191  |
|               | 1968 | 1982 | 1990 | 2006 | 2013 | 2015 | 2017 | 2019 | 2020 | 2022 |